# 国鉄D51形蒸気機関車498号機

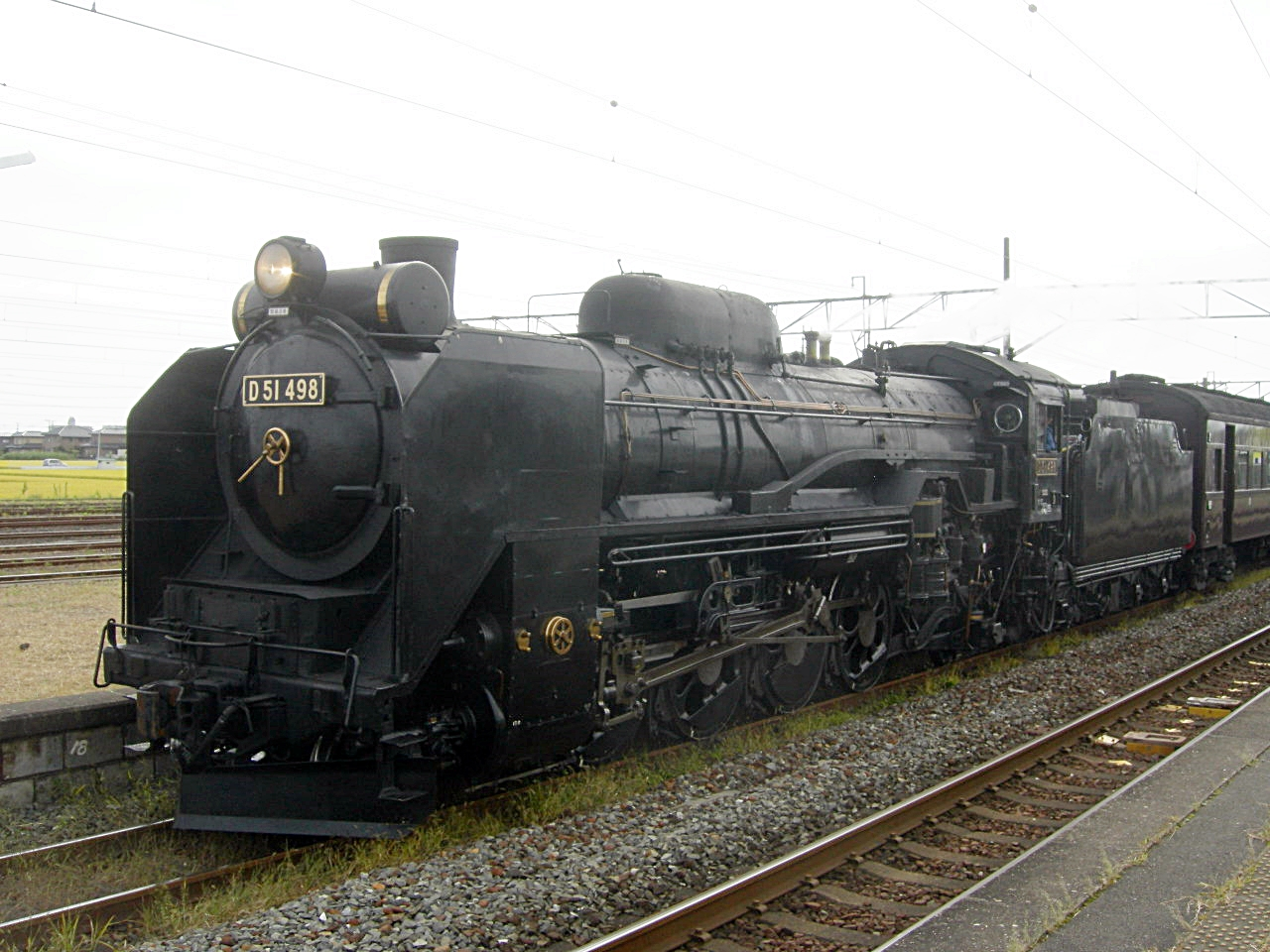
1995年末からは、ナンバープレートは現役時代当時の形式なしのものに戻されており、スノープラウも1998年以降常備化。（2008年9月29日）

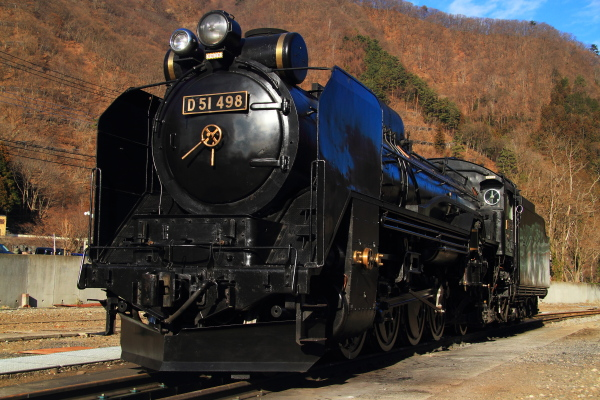
2015年下半期以降は、夜間営業に対応できるように副灯のLP405形を追設。現在の当機はこの姿となっている。（2016年1月9日）

D51 498は、東日本旅客鉄道（JR東日本）が動態保存する蒸気機関車 (SL) で、日本国有鉄道（国鉄）の前身である鉄道省が製造したD51形蒸気機関車の1両である。

## 経歴

### 現役時代から保存まで
D51 498は、1940年11月24日に鉄道省鷹取工場にて落成し、鷹取から近い岡山機関区に新製配置された。のちに吹田（1951年8月 - ）→平（1953年12月 - ）→長岡第一（1963年10月 - ）→直江津（1965年4月 - 、配置替えではなく貸し渡し）→新津（1966年3月 - ）→坂町（1972年3月 - ）と各機関区を転々としていた。先輪は刻印から1955年10月に郡山工場でC58 103の物に交換されたことが分かっている。当のC58 103は1972年に廃車後、岩手県一関市の一関文化センターで保存されている。
なお、新津時代には、同じJR東日本で復元されたC57 180と同時に所属していた時期（本機が新津に配転された1966年からC57 180が廃車された1969年まで）があった。また、のちの1972年に梅小路蒸気機関車館に動態保存され、現在山口線で保存運転を行っているC57 1とも同時に所属していた。このため、1966年から1969年の3年間は奇しくも3台の復活蒸機が同じ所属で活躍していたこととなる。さらにその前の平機関区所属時には、梅小路蒸気機関車館にて動態保存されている8630（1952年12月 - 1970年3月）と、銀河鉄道999のモデルともなったC62 48（1950年8月 - 1967年9月）の2台と同籍しており、当機は多くの名声ある機関車との関わりを持っている。
1972年10月に鉄道100周年記念で八高線にて運転されたイベント列車の牽引を最後に運用から外れた。なお、配置は坂町機関区のままで、高崎第一機関区には貸し渡しとされている。
その後、同年12月1日に車籍抹消となったが、同日に群馬県利根郡月夜野町（現・みなかみ町）に貸与されることが決定し、4日後の12月5日に上越線後閑駅前（構内脇）にて静態保存された。

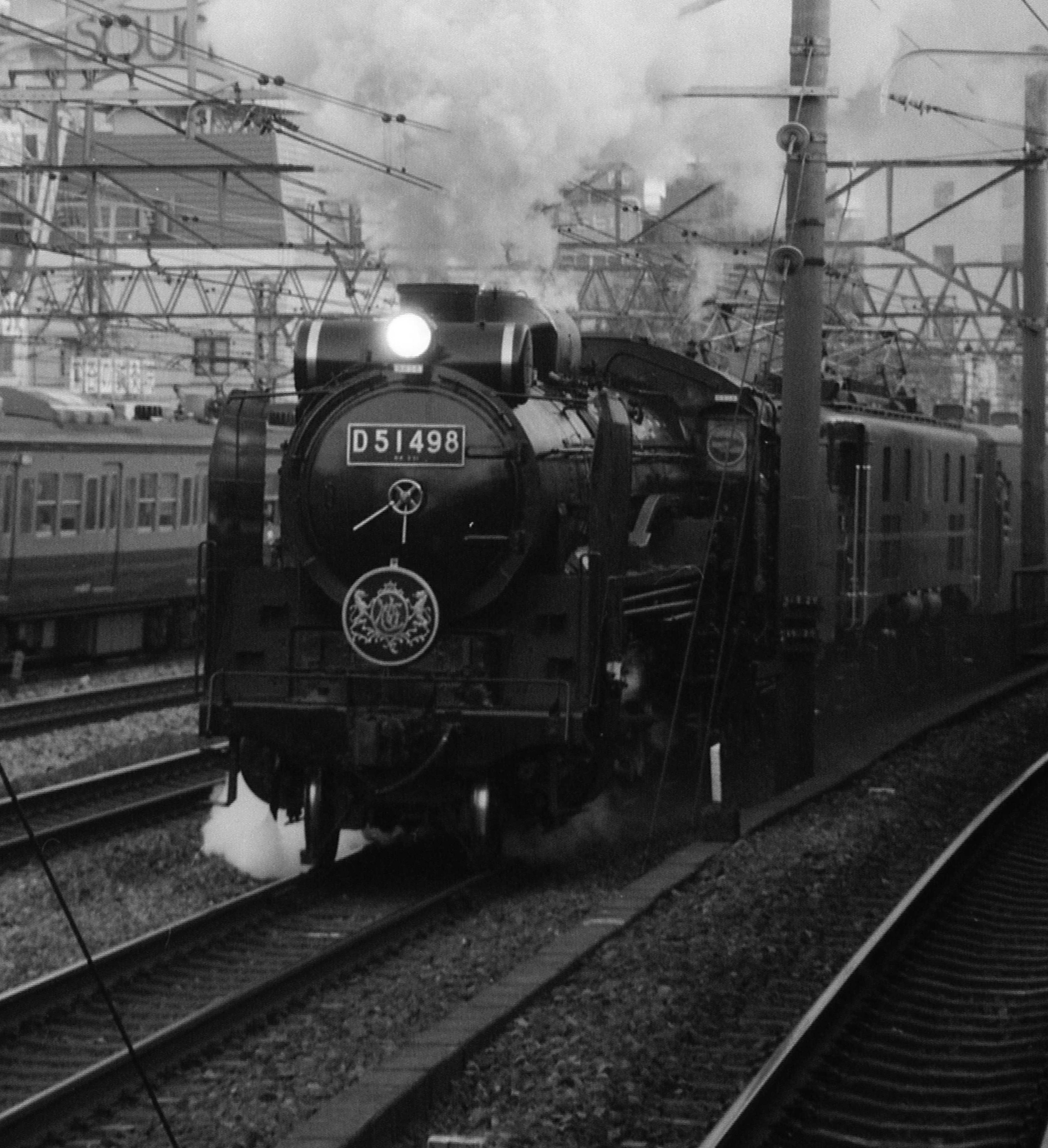
動態復活初日
EF58 61を従えてオリエント急行を牽引

### 保存機からの復元以後
国鉄分割民営化後の1987年10月、JR東日本では「地域密着」をテーマに「蒸気機関車を復活して走らせよう」との動きが持ち上がった。折から横浜市の「みなとみらい21」地区で、1989年に開催される「横浜博覧会」の事務局から、品川 - 博覧会会場間をSL列車で運転したいと正式に申し入れがあり、これに間に合わせるためSLの復元計画がJR東日本内で正式に決まった。これにより、関東地方に保存されているさまざまな静態保存機をリストアップし、調査の結果、交通博物館に保存されていたC57 135が一番良く整備され保存状態の良い機関車であることが判明した。JR東日本はこのC57 135の復元を行おうとしたが、SLの代名詞的存在であり、最もポピュラーな「デゴイチ」を走らせることが、地域密着を図るうえで最も効果的であるという当時の社長住田正二の判断によって、C57 135の復元は見送られ、D51形を復元するという方針が決定した。改めて調査を行った結果、茨城県のD51 70とこのD51 498が同形式で最も状態の良かった機関車となった。そしてこの選択では、標準型である当機のスタイルが一番馴染み深く愛されるという理由で498号機が選ばれ、当機の動態復元が決定された。
1988年3月15に後閑駅の静態保存場所から復線し、DD51形852号機に牽引されて高崎運転所へ、その後4月1日から3日にかけて開催された同運転所のイベントにてEF60 19、DD51 1、EF53 2と並べて展示された。そして6月12日深夜にDD51 894と888号機によるプッシュプル牽引によって大宮工場へと回送され、動態復元に向けた大掛かりな復元工事を11月25日までに完了した。
その後、動態保存機として車籍が復活され、同日付で正式に高崎運転所に配属となっている。復元に際し、できるだけ原型に近付けるために前照灯（ヘッドライト）の変更（LP403→LP42）、デフレクターバイパス弁点検口の閉口、キャブ屋根延長部の切除、蒸気ドーム前方手摺りの小型化、テンダー重油タンクの小型化などの工事も行われている。また、ボイラー保護のため使用圧力を所定の15kg/cm2から14kg/cm2に下げて使用されている。運転速度も、メインロッドへの負荷を軽減するため、高崎地区での運用時は50km/hまでを最高運転速度としている。
当初予定されていた「横浜博覧会」での運転は、諸事情により中止となったが、その代わりに当時来日していた「オリエント急行'88」の国内ラストランに合わせ、上野 - 大宮間で当該列車を牽引し、復活記念の運転を行うことが決定された。1988年12月23日、EF58 61を補機として後ろに従え、前部本務機として先頭に立ち復活をアピールした。この運用に限り、テンダー側面には来日した「ノスタルジー・イスタンブール・オリエント急行」(NIOE) に使用されているワゴン・リ客車の側面エンブレムを模した特別塗装が施されていた。この際、後ろのEF58 61は赤羽駅での遅延回復による後押しを行った程度で、それ以外の区間はすべて当機の単独牽引によるものと語られている。
その後は車籍の再登録が行われ、「JR東日本の顔」として、主に上越線の「SL奥利根号」（後・「SLみなかみ」、現・「SLぐんま みなかみ」）を中心に、様々なイベント臨時列車に起用され、東日本全域で運転されている。特に注目されるものとしては、現役時代の縁の地である新潟地区にもC57 180の代行運転などとしても使用されることがあるなどが挙げられる。また、イベント列車以外でも高崎運転所（現・ぐんま車両センター）構内のほか、「SLぐんま みなかみ」使用区間の上越線高崎 - 水上間や「SL碓氷」（現・「SLぐんま よこかわ」）の信越本線高崎 - 横川間でSL運転士育成のための乗務員訓練運転に使用される機会も多い。
1989年6月には、同年8月31日にATS-P形が全線に導入されていた京葉線の蘇我 - 新木場間で、同機を使用した「SLコニカ号」 の運転のために保安装置（ATS-P形）の設置工事が大宮工場で行われ、テンダー後部に同装置の電源が追設され、本務機関士席の加減弁の上にATS-P形表示器が設置された。また、ATS-P形の専用車上子は先台車上部に設置された。なお、ATS-P形の車上子は1998年ごろに同装置の改良工事が行われ、カモフラージュ及び車上子保護を兼ねてスノープラウ（排雪器）の常備化を行っている。さらに、2000年代に入ってから仙台地区と新潟地区に普及している保安装置に対応するため、2006年12月にこれまで使用していたATS-SN形からATS-Ps形に改造・変更された。2010年春の中間検査B施工時では、防護無線装置の更新が図られ、首都圏地域で普及しているデジタル無線への置き換えが行われている。2013年4月の全般検査出場では、テンダーに変化が見られ、テンダー内部のタンク水容量の残存状況をデータ化するための装置が重油タンクとATS-P形電源箱の間に追設、ATS-P電源箱自体もそれに合わせて更新された。同時に冬季の旧型客車の牽引に備えて蒸気暖房設備の再整備を実施し、暖房ジャンパ管の取り付けが復活した。運転室内部では速度計の更新を実施、C61 20やC57 180同様、ATS-Ps形の速度検知に対応した電気式速度計となった。
また、LP402A形ヘッドライト（C57 180、C58 363などのLP-403とは違う。またC6120はヘッドライト、テンダー共にLP-402E）への交換（2002年）が行われている。この時、ヘッドライト上部に庇状の氷柱きりを装備した特殊なスタイルとされたが、2008年5月から7月にかけての中間検査A実行時で外され、より往年の状態に近いスタイルになった。なお、2015年5月には同15日に初めての夜間営業となった「SL YOGISHA碓氷」の運行のために、新たにLP405形ヘッドライト（シールドビームタイプ）を追加装備したが、副灯取り付け台座自体は動態復元以前から設置されている。2020年3月の全般検査出場時からは、暗所での照明範囲改良のため、双方のライトの設置角度が下に向くように変更されている。

正面のナンバープレートは復活時には赤地に金抜き文字で形式入りの大型のものであったが、1995年12月ごろに形式のない往年の状態のナンバープレートに取り替えられた。その後、赤や緑のものや青地に白抜き文字のものなど何種類かのナンバープレートを取り付けた状態も過去に見受けられた。赤は「奥利根」10周年の1999年と15周年の2004年に実施。緑も同じく2004年に高崎駅開業120周年記念事業として登場している。水色プレートは、2003年の「EL＆SLみなかみ物語号」で実現した。また、2007年12月の「SLみなかみ物語号」からは、同機の復活20周年を記念して赤ナンバープレートで運転していたが、2008年5月の「EL&SL奥利根号」で一旦通常の黒ナンバープレートに戻されている。その後、7月19日から9月17日まで連続して運行された「EL&SL奥利根号」および「SLみなかみ」（EL&SL奥利根号のSL区間のみに短縮した列車）では、期間限定で赤→青→黒（通常）→緑の4パターンでナンバープレートの色を塗り替えて運行されている。これは当時、水上地区とタイアップしたミニデスティネーションキャンペーンのイベント企画の一つでもあり、鉄道ファンの注目を浴びせるための配慮でもあった。なお、お盆期間に掲出された青色は、前述の「ELSL水上物語」のものとは若干異なり、濃い青地であった。
当機の汽笛の音色は、復活以来5回以上に渡ってチューニングの変更がされており、復活蒸機の中では汽笛の音色のバリエーションが一番豊富となっている。というのも、当機の汽笛吹鳴は膨大な圧力がかかっており汽笛本体の消耗が一番激しいためで、特に検査入りの直前ではクラックが発生して汽笛吹鳴時にうまく鳴らなくなるなど、安全上の支障を来たす懸念も多い。そのため、変更時に本体そのものの交換が行われている場合もある。
その他の外観上の変化としては、2006年10月の全般検査出場の際、スノープラウの右下側に「D51498」と記されたペイントが施され、2007年2月の内房線、木更津 - 館山間の快速「SL南房総号」や千葉 - 木更津間の快速「SLちばDC号」の運行などで見られた。しかしながら、これは1年間限定であり、2007年10月の「EL&SL奥利根号」「SLみなかみ物語号」からはペイントが塗り潰され、通常仕様に戻されている。なお、復活初期にも一時期、大文字でスノープラウにペイントが記されていたこともある。
2010年4月28日には、鷹取工場式をイメージした長野工場式集煙装置の取り付け、および後藤工場式に準じた切取大型デフ後藤工式変形デフ（門鉄デフの一種）へ変更した形態で報道陣に公開され、いわゆる「重装備仕様」となった。この集煙装置および切取デフ（後藤工式変形デフ）は、同年5月29日から6月6日まで運転された「SLやまなし号」が甲府 - 小淵沢間で運転されるのに際し、連続25パーミルの急勾配かつ約1kmのトンネルが存在する新府 - 穴山間を通過するため、その対策を兼ねて新造・取り付けが行われたもの。これにより、D51 499に類似した形態となった。同時にキャブのナンバープレート下に取り付けられている製造銘板も新たに製作・交換されている。この形態で、同年4月29日の「SL碓氷」より営業運転を再開。また、2010年5月1日からの「SLみなかみ」からは、D51 499のデフに取り付けられていた後藤工場標準仕様車を示すプレートを摸した、JR東日本のマークを添えた動輪柄のシールがデフに追加された。「SLやまなし号」運転当日は、ファンサービスとして2008年夏で使用された4種類のナンバープレートが1日ごとにリレーし、29日に黒色、30日は青色、翌週5日に緑色、6日は赤色を掲出した。
この重装備スタイルはその後もしばらく維持されて、同年12月の「SL湯けむり号」、2011年春の「D51ばんえつ物語」、同年6月の「SL津軽路号」などの出張運転でも同スタイルでの運転となったが、同年7月から開幕する「群馬デスティネーションキャンペーン」に合わせて元のスタイルに戻された。ただし、再度重装備仕様で運行できるよう、集煙装置の取り付け用台座、および非公式側から操作できる集煙装置開閉ハンドルテコはそのまま残された（取り付け用台座は、ボイラーケーシングに溶接したため、綺麗に復元することが困難であるのも理由）。2013年4月の全般検査出場後も取り付け用台座と運転台ハンドルテコ挿入口はそのまま残存し、集煙装置取り付けの準備は確保されている。しばらく重装備仕様での運行はなかったが、2021年7月10日運転の「SL横川ナイトパーク」から翌週7月18日の「SLぐんま よこかわ」まで短期間ではあるが、10年ぶりに重装備仕様が復活した。
2022年3月12日のダイヤ改正による高崎車両センターの再編に伴い、高崎車両センター高崎支所がぐんま車両センターに改称されたため、区名札が「高」から「群」に差し替えられた。
ちなみに2010年以降、節目の年を迎えるにあたっての特別な装備などは以下のとおり実施されている。
- 2010年11月23日：「D51誕生70周年号」
  - 紫色ナンバープレート掲出

同機が翌24日を以って満70年を迎えるにあたっての装備。この日に運転された「SLみなかみ」の列車名を変更。
以降、2011年と2013年にも、似たような列車名（D51誕生記念号）としても走っているが、いずれも特製ヘッドマークを掲げただけとなっている。
- 2015年11月23日：「D51誕生記念号」
  - 赤色ナンバープレート掲出およびロッド赤色化

誕生75年を記念して、復活初期に見られたロッドの赤色塗装を復元。なお、同列車運転前の「SLみなかみ」では通常のナンバープレートに赤色のロッドというスタイルで運転されている。
当機は2018年11月に復活30年周年を迎え、それを記念して全般検査入場となる2019年5月までの半年間、復活当時に牽引した「オリエント急行'88」の装飾をリスペクトした30周年記念装飾をヘッドマーク・テンダーに施した。

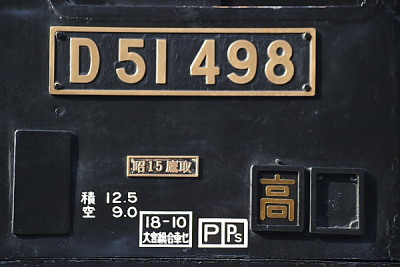
D51 498のATSはP形・Ps形どちらも搭載（2006年12月24日 水上駅）
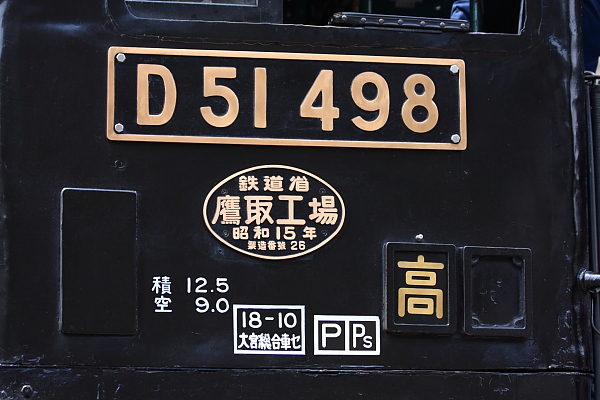
集煙装置・後藤デフとともに新たに製作された製造銘板（2010年5月2日 水上駅）
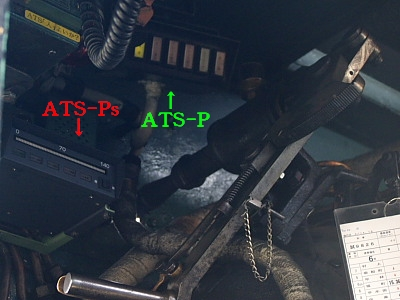
D51 498の運転室内にあるP形・Ps形の表示器（2007年3月15日 村上駅）
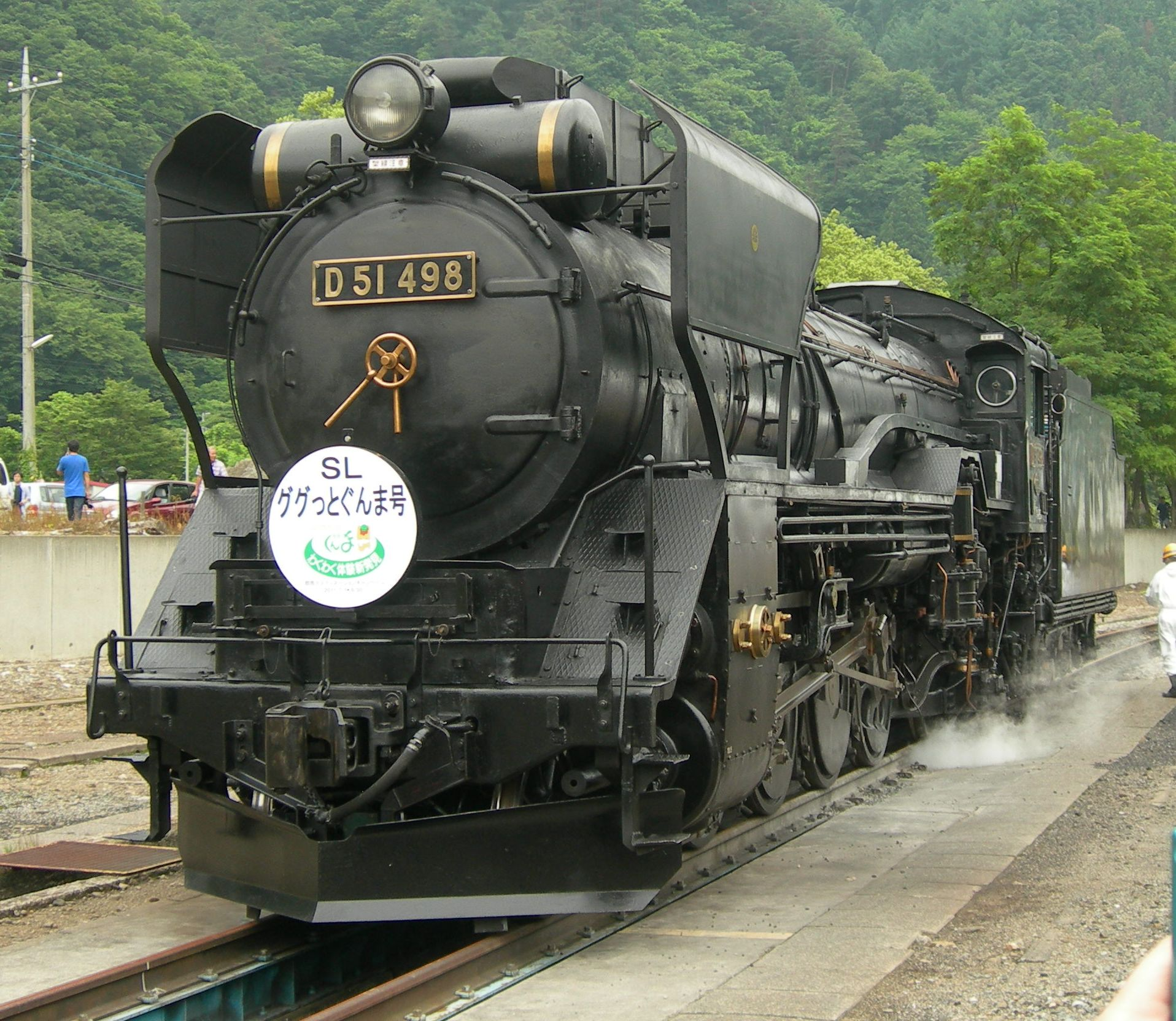
集煙装置と後藤工場式に準じた切取デフを取り付けた姿（2010年7月3日）
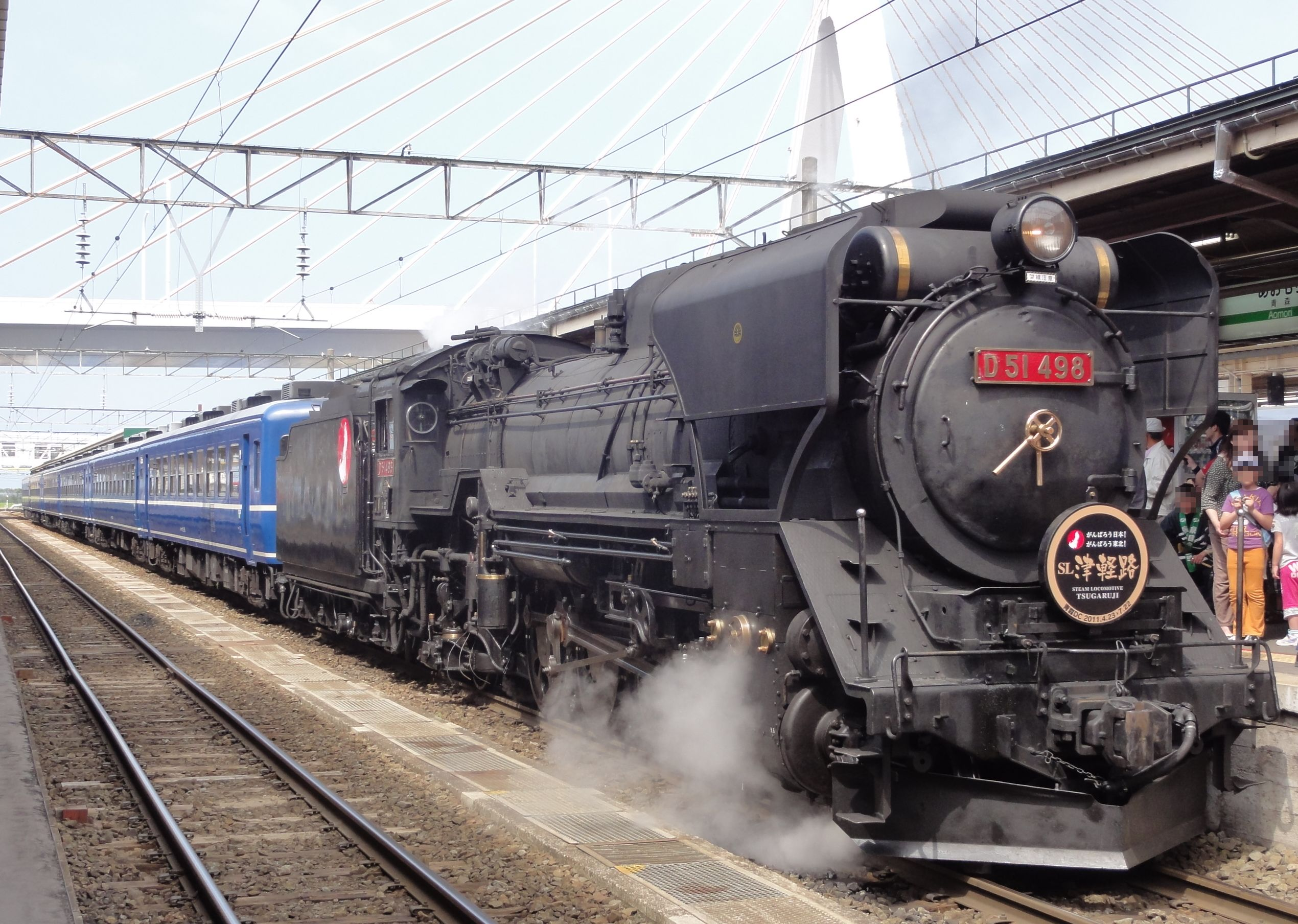
赤色ナンバーの「SL津軽路号」（2011年6月12日 青森駅）

#### 復活後に起きた重大故障や修繕
当機は各地での出張運転の頻度からたびたび故障を来たし、稀に運行中止の事態に至る重傷を負うことも珍しくなかった。1997年2月の「SL磐梯・会津路号」の運転時、動輪周りに深いダメージを負い数か月間運転不能に陥ったことがある。この際、予定されていた同3月の「SLえちご阿賀野号」（磐越西線：新津 - 津川間）や同5月の「SLあきた号」（奥羽本線：秋田 - 横手間）の牽引ができなくなり、「SLえちご阿賀野号」は秩父鉄道のC58 363による代走牽引に、「SLあきた号」は運転日を2か月ほど延長する事態となった。また、2008年12月には、当機は陸羽東線で運行を予定していた「SL湯けむり号」の試運転に向けて小牛田運輸区にて火入れを行った際に、指導にあたっていた機関士の確認ミスによるボイラーの空焚きを起こし火室を破損、当時修理には最大1年半かかる見込みと報道された。このため真岡鐵道のC11 325を緊急手配して同機を本務機に、後補機にはDE10形ディーゼル機関車を連結して代走した。また2009年1月のEF55ファン感謝祭で使用されるSLは「SLえちご阿賀野号」で代走していたC58 363に、同年2月13 - 15日に京葉線・内房線千葉みなと - 木更津間で運転の「SL春さきどり号」牽引機はC57 180に変更された。その後、報道時の半分の9か月で修理が完了した当機は、2009年10月1日 - 11月30日の土休日にかけて高崎 - 水上間で運行される「SLみなかみ」で復活することが発表されていたが、実際には少々前倒しされ、9月19 - 23日のシルバーウィークに復帰した（21日は運転なし）。
いずれも「SL奥利根号（SLみなかみ）」などにも影響し、電気機関車やディーゼル機関車による代行運転が生じている。こうした出来事が契機となって、JR東日本では予備機確保のもと、動態復元候補となる全国各地に存在する静態保存SLの調査に乗り出すこととなり、2009年6月11日、伊勢崎市の華蔵寺公園で静態保存されていたC61 20を3億円をかけ、2011年を目標に動態復元すると発表した。なお、同機は2011年3月に復元が完了して3月31日付で車籍が復活、同年4月から本線での試運転を開始して6月4日から営業運転を開始している。
2013年4月に5回目の全般検査を出場したが、上越線で仕上げとなる本線試運転にて先輪から異音を発するのが確認された。調査の結果、先輪に傷が入っているのが判明し、7月7日の「SL七夕みなかみ号」で一旦営業運転から離脱し、のちに何度か調整のための試運転を重ね、8月13日の「SLみなかみ」より運転再開。しかしその後も不調が続き、同10月20日の「SLググっとぐんま碓氷」牽引中、シリンダーに不具合が発生している。その不具合も解消し、11月2日に運転に復帰した。
2025年7月19日での快速GV・SLぐんま横川にて高崎駅出発時に車両点検で緊急停止した。点検の結果当機のブレーキ故障で車輪がロックされ往路牽引のGV-E197系TS-08編成に引き摺られるような形で出発した。その後車両点検の結果動輪に大きな損傷が認められ、安中駅で運転打ち切りになった。当機は自力回送でぐんま車両センターに戻ってこれたが、翌日(20日)のGV・SLぐんま横川では牽引をC61 20が担当した。高崎支社からの発表で翌々日に運行予定であったSL・GVぐんま桐生は運行中止となった。

### 運転記録
参考として、これまでの出張運転履歴を掲載する。なお上越線高崎 - 水上間を走行する臨時列車については、「SLぐんま みなかみ」を参照のこと。D51 498は、多くが節目の年に当たることを理由とする記念運転に用いられることが多い。また、デスティネーションキャンペーンのトップイベントとしても使用される。客車は特記を除いてほとんどが12系客車を使用している。
- 1988年12月23日：東北本線（上野 - 大宮間）「オリエント急行'88号」
  - 復活後最初の営業運転。内容は前述した。
- 1989年
  - 3月11日：（上野 - 水上間）「びゅう3・11 SL記念号」
    - 時刻表掲載の臨時列車に初めて充当。当列車は、高崎運転所の旧型客車6両編成を上野 - 高崎間は電気機関車EF55形+EF58形の重連、高崎 - 水上間はD51 498単独牽引で運転された[18]。

  - 8月6日：八高線（八王子 - 高麗川間）「八王子駅開業100周年号」
    - 旧型客車使用。試運転では最後尾にディーゼル機関車DE10形を連結。

  - 8月20 - 31日（10日間）：京葉線（蘇我 - 新木場間）「SLコニカ号」[19]
    - 14系客車使用。復路の蘇我行きは電気機関車EF81が牽引した[19]。

  - 10月13 - 15日：奥羽本線（大館 - 弘前間）「SL津軽路号」[20]
- 1989年 - 2001年、2004年[21]、2012年：釜石線（花巻 - 釜石間）「SL銀河ドリーム号」[22]
  - 2001年をもって連続運転を終了。1989年 - 1992年は「ロマン銀河鉄道SL'○○」の列車名で運転、○○には、その年の西暦下2ケタが入る（例：ロマン銀河鉄道SL '89）。
  - 1989年は同機の初の出張運転を飾る。この時のみ花巻 - 遠野間での運転で、上りの遠野 - 花巻間はバック運転（逆機）実施。
  - 2012年の運転は、同時運行の「SLイーハトーブいわて物語号」（下記参照）とともに北上 - 釜石間を2日1往復で運転された。また、週変わりでナンバープレートの塗色変更も行われた（6月2・3日は赤色、9・10日は青色、16・17日は黒色を掲出）。
- 1990年
  - 4月1 - 3日：羽越本線（新津 - 坂町間）「うるおいの新潟号」[23]
    - 新潟デスティネーションキャンペーンのオープニング列車[23]。同機の里帰りを果たす。

  - 8月9 - 11日：水郡線（水戸 - 下小川間）「コニカ奥久慈号」[24]
  - 10月20 - 21日：陸羽東線（小牛田 - 新庄間）「SL紀行・陸東号」[25]
    - 試運転中、ヘッドライト故障のため庇付きのLP403形に交換して運行された。これは本運転でも使用されている。

  - 11月1 - 4日：東北本線（盛岡 - 一ノ関間）「SLポッポくん号」[26]
- 1990年[27] - 2006年2月：磐越西線（郡山 - 会津若松間）「SL磐梯会津路号」
  - 2月中旬に開催する「会津冬の陣」のイベント列車として設定される。そのため運転する期間が限定される。「冬のD51」と呼ばれており、1997年までは中山宿駅のスイッチバックも使用しており、鉄道ファンから高い人気を誇っていた。なお、2008年2月の運転時には「SL会津冬紀行号」と列車名を変えて運転された。
  - 2001年は全般検査のため設定はされなかったが、2007年からは他イベント列車や検査などが重なり運行されなくなっている。
  - 1995年7月1日の「SLうつくしまふくしま号」を皮切りに、2000年および2001年7月の「SLうつくしまふくしま未来博号」、2002年10月「SLサミットIN会津号」、2003年6月、2004年10月「SL会津白虎号」、2005年7月「SL会津あかべぇ号」などとしてオンシーズンでも臨時運転。
  - さらに2007年9月「SL会津秋まつり号」では旧型客車を使用して運行。
  - 2015年4月にはふくしまデスティネーションキャンペーンの一環で「SL福が満開ふくしま号」として運行。秋まつり同様旧型客車牽引。
  - 2000年以降2007年までの冬季以外のすべての臨時運転において、会津若松駅構内でC57 180牽引の「SLばんえつ物語号（現・SLばんえつ物語）」と同時発車・並走運転を実施。2015年は行われず。
- 1991年
  - 8月23 - 25日：上越線（長岡 - 越後湯沢間）「上越線開業60周年記念号」[28]
  - 9月21 - 23日：東北本線（青森 - 八戸間）「SLポッポくん号」
    - 旧型客車使用。
- 1992年8月29・30日：奥羽本線（新庄 - 山形間）「SLべにはな号」[29]
- 1993年
  - 7月23 - 25日：中央本線（辰野 - 松本間）「信州博アルピー号」
  - 10月16・17日：東北本線（盛岡 - 一ノ関間）「SL炎立つ号」
- 1994年
  - 5月20 - 22日：東北本線（盛岡 - 二戸間）「SL北緯40°号」
  - 5月29日：八高線（高麗川 - 高崎間）「SL八高号」[30]
    - 旧型客車使用[30]。
    - 八高線のタブレット閉塞廃止を記念して特別運行。当日は過去最大級の人出となり、何度も緊急停車し同線および他路線でも定期列車の大幅なダイヤ乱れが発生する事態に発展した。これ以降、同線でのSL運行は行われることはなくなった。[注 6]

  - 9月10 - 11日：奥羽本線（新庄 - 山形間）「奥の細道号」[31]
  - 11月3 - 6日：信越本線（長野 - 黒姫間）「SLアップル号」[32]
- 1996年10月26・27日、11月1 - 4日：信越本線（長野 → 軽井沢間）「SL千曲川・浅間山号」
  - 復路はEF58 89が牽引で、当機は最後尾ぶら下がりとなった。
- 1996年[33] - 1998年3月[34]、2000年8月1日：磐越西線（新津 - 津川間）「SLえちご阿賀野号」
  - C57 180復活のきっかけを作ったイベント列車。初年運転の下り新津発津川行き列車のSLは正方向、上り津川発新津行き列車のSLは逆機。
  - 1997年は前述の故障のためC58 363を代用。
  - 2000年の運転は、会津若松 → 新津間での片道運転で、津川駅にて「SLばんえつ物語号」とのすれ違い交換を実現。
- 1997年
  - 7月19 - 21日：奥羽本線（秋田 - 横手間）「SLあきた号」[35]
    - 秋田新幹線開業記念運転[35]。5月24・25日に運転予定だったが同機の不具合修繕のため延期されていたもの[35]。一部区間で秋田新幹線「こまち号」と並走運転を行った[35]。

  - 11月22 - 24日：中央本線（塩尻 → 岡谷間）「SL善知鳥峠号」[36]
    - 旧型客車使用[36]。善千鳥峠線での運転。電気機関車はEF58形が使用され[36]、お召しのEF58 61と上越仕様のEF58 89両車とも起用された。本運転でもヘッドマークの掲出はなかった。
- 1998年
  - 1月16日：常磐線（土浦 - 水戸間）「SL漫遊空間いばらき号」[37]
    - 茨城デスティネーションのイベントの一つ[37]。運転日によっては尾久客車区（現・尾久車両センター）の14系客車を使用した。

  - 9月26・27日：奥羽本線（青森 - 弘前間）「SL津軽アップル号」
- 2001年
  - 7月7・8日：磐越西線（須賀川→会津若松、会津若松→郡山間）「SLうつうしま未来博号」[38]
- 2002年
  - 10月19日：篠ノ井線（塩尻 - 明科間）「100周年記念SL号」[39]
  - 11月23・24日：奥羽本線（秋田 - 東能代間）「SLあきた路号」[39][40]
  - 奥羽本線の秋田 - 東能代間の開業100周年の記念運転[40]。
- 2002年[41] - 2004年[21]：北上線（北上 - 横手間）「SL錦秋湖号」
  - 2007年7月1・2日には「SL北東北DC号」として運転される。
- 2002年 - 2004年、2007年3月：白新線・羽越本線（新潟 - 村上間）「SL村上ひな街道号」[42]
- 2003年
  - 12月14日：東北本線（上野 → 尾久客車区間）「SLあゝ上野駅号」[43][44]
    - 上野駅開業120周年[43][44] と江戸誕生400周年を記念して運転。同機と旧型客車5両と電気機関車EF58 61が使用された[44]。

  - 12月20・21・23日：信越本線・磐越西線（新潟 - 会津若松間）「SLばんえつ物語号X'masトレイン」
    - C57 180故障による緊急代行。新潟地区では初の新潟 - 新津間乗り入れ運転。
- 2004年9月18 - 20日：陸羽東線（新庄 - 小牛田間）「SL義経号」[21]
  - 「おいしい山形デスティネーションキャンペーン」の一環で運転。旧型客車を牽引。
  - 1994年の「SL八高号」以来、非電化区間における旧型客車牽引となった。
- 2005年
  - 9月24・25日：奥羽本線（秋田 - 湯沢間）「SL奥羽号」
    - 一部区間で秋田新幹線「こまち号」と並走運転を実施。

  - 10月8 - 10日：東北本線（一ノ関 - 盛岡間）「SL奥州義経号」
  - 10月28 - 30日：中央本線（茅野 → 岡谷間）「中央本線開業100周年記念SL号」
    - 上り岡谷発茅野行き列車は電気機関車EF64形が牽引（中央本線開業100周年記念EL号）。SL2本・EL1本運転。
- 2006年11月25・26日：磐越西線（新津 - 会津若松間）「SL D51ばんえつ物語号」
  - C57 180の初の全般検査により、予め設定された。機器保全のため2日1往復運転。
- 2007年
  - 2月1日：内房線（千葉 → 木更津間）「SLちばDC号」
    - 「ちばデスティネーションキャンペーン」のオープニングを飾った列車。千葉入りは1989年の「SLコニカ号」以来18年ぶり。木更津 → 千葉間はDE10形牽引の回送列車だった。

  - 2月3・4・10 - 12日：内房線（木更津 - 館山間）「SL南房総号」
    - 「ちばデスティネーションキャンペーン」のイベント列車。上り館山発木更津行き列車はDE10形牽引による「DL南房総号」として運転。

  - 9月8・9日：陸羽東線（新庄 - 小牛田間）「SL陸羽東線全線開通90周年号」
  - 旧型客車使用。上り新庄発車時に山形新幹線「つばさ」と同時発車・並走運転を実施。
- 2008年
  - 1月25 - 27日：内房線・外房線（勝山 → 館山間）「SL南房総号」
    - 運転区間を勝浦 → 館山間に改めて再登場。下り館山 → 勝浦間はDE10形が牽引。

  - 2月9 - 11日：磐越西線（郡山 - 会津若松間）「SL会津冬紀行号」
    - 2年ぶりに冬の磐越西線に登場。12系客車5両を牽引し、冬のD51再復活となった。（2017年現在、冬のD51はこれ以降運行されていない。）

  - 4月1日：中央本線（甲府 - 塩山間）「SL山梨号」
    - 「山梨デスティネーションキャンペーン」開催に伴い初運転。オープニングを飾った。下り塩山発甲府行き列車はEF64形が牽引（EL山梨号）。2往復運転。

  - 4月3・6・12・13日：中央本線（甲府 → 塩山間）「SL山梨桃源郷号」
    - 「SL山梨号」同様「山梨デスティネーションキャンペーン」のイベント列車。下り列車はEF64形が牽引（EL山梨桃源郷号）。2往復運転。

  - 10月1・4・5日：東北本線（仙台 → 小牛田間）「SL仙台・宮城DC号」
    - 旧型客車使用。
    - 「仙台・宮城デスティネーションキャンペーン」のオープニングを飾った。仙台 - 陸前山王間はC56 160による「SL東北未来博号」以来21年ぶりのSL運転。
    - 上りの小牛田 - 仙台間はED75形が牽引する「EL&SL仙台・宮城DC号」として運転。

  - 11月22 - 24日：信越本線（長野 → 黒姫間）「SL信越120周年号」
    - 上りの黒姫 → 長野間はDD16形ディーゼル機関車重連が牽引する「DL信越120周年号」として運転。

  - 12月：陸羽東線（小牛田 - 新庄間）「SL湯けむり号」として運行予定であったが、火入れ後の空焚き事故により休車。火室修繕のため2009年9月まで入場。
- 2010年
  - 5月29・30日、6月5・6日：中央本線（甲府 → 小淵沢間）「SLやまなし号」
    - 「山梨・中央線キャンペーン」開催に伴い運転。前述の重装備仕様を実現するきっかけとなった列車。上り小渕沢発甲府行き列車はDE10形が牽引（DLやまなし号）。以下、2011年の「SL津軽路号」までの間はすべて重装備仕様にて運転となる。

  - 12月18・19日：陸羽東線（小牛田 - 新庄間）「SL湯けむり号」
    - 重装備仕様になってから初の非電化区間での営業運転。また運転当日は積雪もあり、雪景色の中を行く重装備仕様の同機を見ることができた。
- 2011年
  - 4月29日 - 5月29日までの土・日・祝日：信越本線・磐越西線（新潟 - 会津若松間）「D51ばんえつ物語」
    - C57 180の中間検査Bにより、春季期間当機が代走。信越本線：新潟 - 新津間での正式な運行は今回が初（上述の2003年12月「SLばんえつ物語号X'masトレイン」は緊急的な代走）で、新潟 - 会津若松間を1日1往復した。4月16・17・23・24日も設定されていたが、東日本大震災の影響により、4月2・3・9・10日に運行予定だった「DD51ばんえつ物語」共々、運転取り止めとされた（ただし、運休となった23・24日に試運転として運行）。運転期間中は、当機のテンダーに「つなげよう、日本。」のステッカーを掲出した。

  - 6月11・12日：奥羽本線（弘前 - 青森間）「SL津軽路号」
    - 運転期間中は、当機のテンダーに「がんばろう日本! がんばろう東北!」のステッカーを掲出し、2日目の12日には赤ナンバープレートを掲出した。
- 2012年6月2・3・9・10・16・17日：東北本線（一ノ関 - 北上間）「SLイーハトーブいわて物語号」[45]
  - 同日に「SL銀河ドリーム号」（北上 - 釜石間）の運転も実施し2日1往復での運行（SL銀河ドリーム号については上記も参照）[45]。
  - 週変わりでナンバープレートの塗色変更も行われている（6月2・3日は赤色、同9・10日は青色、16・17日は黒色を掲出）[45]。
- 2014年3月8日：東北本線（尾久 → 上野間）「みちのくSLギャラクシー」
  - キハ141系気動車「SL銀河」4両を牽引。尾久車両センターへの引き上げ回送用として最後尾に電気機関車EF65 501を連結し、引き上げ時はEF65 501が牽引。
  - フジテレビがJR東日本と協力した「みちのくSL横断プロジェクト[46]」のイベントとしてC58 239が牽引する「SL銀河」を釜石駅から上野駅まで走行するもの。途中、電気機関車への交換があるものの、当機は同列車が上野駅に到着する際のSLとして尾久 - 上野間で使用された。
  - 首都圏でのSL列車の本線運転は上述した「SLあゝ上野駅号」以来10年4か月ぶりで、上野駅到着のSL列車としては、約40年来の出来事となった。このイベントには音楽館の向谷実がナビゲーターとして関わっており、D51を頭にして上野駅に入線することやD51の走行に関するこだわりを陳情して実現に繋げたと、本人のTwitterにおいて言及している。
- 2015年6月27・28日：東北本線（福島 → 郡山間）「SLふくしまDC号」
  - 上記区間では、2度にわたってC61 20による運行が郡山 → 福島間にて運行されているが、急勾配区間を登る福島 → 郡山間での運行は初となり、このルートでは52年ぶりのSL運行となる。
  - 往路の郡山 → 福島間は福島駅側に転車台がないため、ED75形が牽引の「ELSLふくしまDC号」として運転し、当機は最後尾に連結。
  - 同年5月15日に運行された「SL YOGISHA碓氷」のために副灯（シールドビーム式のLP405形）を追加した姿で運行されたが、現役時代この区間を走行していたD51形は副灯装備がほとんどだったため、折しもスタイルもそれを再現した。
- 2016年1月29 - 31日：成田線・総武本線（佐原 → 銚子間）「SL銚子」[47][48]
  - 旧型客車6両を牽引し、最後尾に無動力扱いのDE10形を連結[47]。
  - 往路の銚子 → 佐原間はDE10形牽引の「DL佐原」として運転し、当機は最後尾に連結[47]。
- 2017年1月21・22日： 内房線・外房線（勝浦 → 館山間）「SL館山」
  - 12系客車5両および伴走車オヤ12 1を牽引。オヤ12 1はスハフ12の1両が検査入場しているための代車。
  - 下り館山 → 勝浦間はDE10形が牽引の「DL勝浦」として運行、折り返し「SL勝浦」では最後尾無動扱いにて連結。
- 2018年5月19日：両毛線（小山 → 足利間）「SL本物の出会い栃木号」
  - 旧型客車5両を牽引。団体専用列車として運行。
  - 最後尾に送り込み回送（高崎 → 小山間）牽引用のEF64 37を連結。
  - 足利 → 高崎間は、当機牽引の回送列車として運行。
- 2021年9月18・19日：陸羽東線（鳴子温泉 → 小牛田間）「SL東北DC陸羽東線号」
  - 12系客車4両を牽引。団体専用列車として運行。
  - 下り小牛田 → 鳴子温泉間はDE10形が牽引の「DL東北DC陸羽東線号」として運行し、当機は最後尾に連結。復路のSL牽引ではDE10形は随伴せず鳴子温泉にて切り離され、後続の単機回送で別途走行。

### 展示など
- 1996年11月：東海道本線品川駅展示
- 1997年9月13・14日：信越本線横川駅展示「さよなら碓氷峠記念イベント」
- 2002年
  - 3月23・24日：東海道本線品川駅「品川駅130周年記念」[49]
    - 品川 - 田町電車区間で体験乗車のイベント運転を実施。

  - 5月25日：大宮工場（大宮総合車両センター）「2002 鉄道ふれあいフェア」
    - EF55 1とプッシュプルで14系客車を牽引し、体験乗車運転を実施。この公開限定で、副灯のLP405形を装着するファンサービスも行われた。

  - 12月7日：東北本線尾久客車区「第2回ふれあい鉄道フェスティバル」
    - 当日はボイラーには火を入れず、無火のまま同区の転車台にて展示された。
- 2004年8月23・24日：東海道線品川駅「わくわく品川鉄道探検隊」
  - 赤ナンバープレートで登場。品川 - 田町車両センター間で体験乗車のイベント運転を実施。
- 2010年11月20日：東北本線尾久車両センター「第10回ふれあい鉄道フェスティバル」
  - 集煙装置・後藤工場式切り取りデフで展示。当日はボイラーには火を入れず、無火のまま同センターの転車台にて展示された。
- 2012年5月26・27日：東北本線盛岡駅展示
  - 緑ナンバープレートで登場。当日開催の東北六魂祭で盛岡駅を訪れた人々を出迎えた。なお、伴走車のオヤ12-1も連結。
- 2014年3月9日：東北本線尾久車両センター「D51とSL銀河客車撮影会」
  - 当日はボイラーには火を入れず、無火のままキハ141系「SL銀河」と連結して展示された。びゅう商品申込者限定企画。
- 2016年5月28日：大宮総合車両センター「鉄道のまち大宮 鉄道ふれあいフェア2016」
  - 中間検査B施工に合わせて公開展示。当日はボイラーには火は入れなかった。
- 2024年6月10日〜29日：大宮総合車両センター「大宮工場創立130周年記念」
  - 中間検査B施工に合わせて企画。JRE MALLにて販売され、10日は「車体載せ作業撮影会〜漆黒の空中散歩〜」が行われた。15日には「ファミリー向け撮影会&見学会」、19日は「吹き込み作業〜大迫力を体験せよ〜」、20日には「D51･EF65撮影会」が企画された。22日には「火入れ作業見学会〜火入れの謎を解き明かせ〜」と「出場する姿での撮影会〜ベストアングルを狙え〜」、29日には「試運転乗車体験会〜あなただけの特等席〜」が行われた。なお、15〜20日の本機は、復元直後の1988年の姿になった。